# Харківський художній музей
Ха́рківський худо́жній музе́й — музей образотворчого мистецтва (один з найбільших в Україні) в місті Харкові, значне зібрання творів образотворчого і декоративно-ужиткового мистецтва України, Росії та західних країн.
Харківський художній музей розташований за адресою: вул. Жон Мироносиць, 11, м. Харків (Україна). Міститься в колишньому маєтку промисловця-мільйонера Ігнатищева (до Жовтневого перевороту 1917 року володів Іванівським пивзаводом) — будівля зводилась як житлове приміщення (для однієї родини) 1912 року за проектом академіка архітектури Олексія Бекетова в стилі класицизм з елементами бароко і модерну.

## Низка приміщень художнього музею
За часів СРСР художній музей розмістили в приміщеннях покинутого харківського Покровського монастиря, вологих, без опалення, ніяк не пристосованих до зберігання музейних речей.
Лише згодом мистецька колекція отримала п'ятиповерховий будинок (вул. Басейна, 18), а музей отримав назву Українська державна картинна галерея (УДКГ). Картинна галерея у Харкові в роки тимчасової окупації обслуговувала  німецьких офіцерів та слугувала безкоштовним складом художніх речей, котрі забирали для декорування офіцерського казино та їдальні, штабів, житлових приміщень німецьких офіцерів. Частка музейних експонатів вивозилась до Німеччини. Швидкий наступ Червоної Армії у серпні 1943 року примусив окупантів помститися місту, коли був спалений п'ятиповерховий будинок разом із усіма експонатами та меблями. Будівля була поруйнована, втратила всі дахи, лише залишки мурів центральної частини стояли на смітнику і згарищі.
Евакуйована (мізерна частина експонатів) перебувала в місті Новосибірськ, туди вдалося вивезти близько 4700 експонатів з 75000 довоєнної колекції. Повернуті у Харків, експонати вимушено розмістили на теперішній вулиці Жон Мироносиць, 11, в колишньому домі-палаці для почесного громадянина Харкова Івана Єгоровича Ігнатищева, власника пивоварного заводу. Будинок-палац у два поверхи теж був пошкоджений, були пошкоджені фасади, вибиті вікна. Музею первісно віддали лише другий поверх. Перший поверх посіли художній інститут і училище, майстерні художнього фонду, обласне правління Спілки художників, їдальня райтресту. Лише на початку 1950-х споруда стала повністю належати Художньому музеєві.

## Будинок-палац Івана Ігнатищева

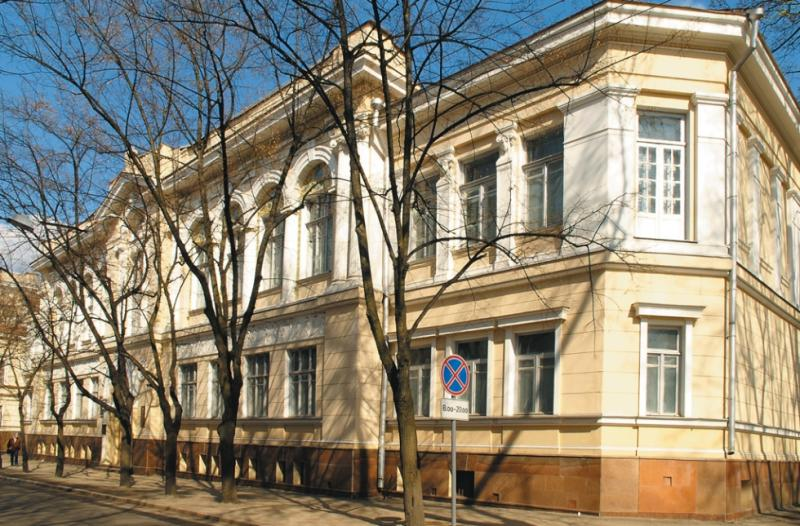
Скошений кут споруди Харківського художнього музею з втраченим балконом

Націоналізований житловий будинок-палац Івана Ігнатищева після 1917 використовувався не за призначенням. Декотрий час тут містилося представництво Центральної Ради, а по закінченню  громадянської війни з 1922 по 1928 роки – Раднарком України, котрий створили за рішенням Тимчасового робітничо-селянського уряду (29.01.1919), а потім Рада народних комісарів Української  Соціалістичної республіки. 1928 Раднарком  переведено до великого будинку Держпрому, а в палаці перебував проектний інститут «Укр-Діпромез». Він був переведений у вільне приміщення на Московський проспект, а у палаці з 1932 року розмістився Науково-дослідний інститут літературознавства імені Т. Г. Шевченка, заснований 1926 року, який тоді очолював академік Д. І. Багалій. 20 вересня 1940 Рада Народних Комісарів УРСР постановила: «Організувати в Києві на базі республіканської ювілейної Шевченківської виставки Центральний державний музей Т. Г. Шевченка, в якому зосередити всі оригінальні матеріали, пов’язані з життям та революційною діяльністю Т. Г. Шевченка. Передати до Центрального державного музею Т. Г. Шевченка всі матеріали республіканської виставки, утвореної в м.Києві до 125-річного ювілею з дня народження поета та закріпити за музеєм експонати, представлені до згаданої виставки різними музеями та установами УРСР» і інститут переїхав до Києва, якому віддали Маріїнський палац.
Сам колишній будинок 1912 родини Ігнатищева двоповерховий, на цоколі, цегляний, потинькований, у плані нагадував літеру «П». Після передачі його під Художній музей крила палацу з'єднали закритою галереєю, аби забезпечити закільцований перехід відвідувачів і екскурсантів. Напівбожевільне перебування в споруді настільки різних за функціями закладів і радянських контор привело до значних втрат оздоб і ліпленого декору в стилі історизм. На скошених кутах палацової будівлі були колись балкони з балюстрадами, нині не існують. На головному фасаді збережені герми з дівочими головами. На рівні другого поверху, з боку центрального віконного прорізу на вході, розміщено випадково збережений вітраж початку XX століття.
В теперішньому приміщенні фондосховища (колишня їдальня Ігнатищева) збережений камін, облицьований  темно-зеленими пласкими полив’яними кахлями та рельєфними світло-жовтого кольору плетінками овальної форми та стилізованими квітами. 

## З історії музею
Засновником майбутнього музею у Харкові став Василь Назарович Каразін . Попри піклування про створення в місті університету, він діяльно сприяв придбанню для університетських збірок художніх творів. Вдалим було і перше значне придбання Василя Каразіна, так він став власником вартісної колекції графіки, що належала вихователю дітей російського імператора Фрідріха Аделунга — бібліографа та видавця з Петербурга . Російська імперія століттями не мала облаштованих доріг, тому придбані колекції Василь Каразін вивіз з Петербурга до Харкова санями взимку, оминувши і багно, і пилюку. Небагатий на той час Василь Каразін був вимушений не дарувати, а продати художню збірку Правлінню щойно створеного університету. Правління вагалося, бо імператорський університет на той час існував на благодійні внески, але знайшов кошти, зберігся запис (російською) «За эстампы  и оригинальные рисунки, коих числом 2477, заплачено 5000 руб.»
Художня збірка Харківського університету відразу набула значення не приватного, а суспільно-значимого зібрання. До збірок Харківського університету потрапили гравюри Луки Джордано, Джованні Кастільоне, Гверчіно, Пітера Брейгеля старшого, Хендріка Гольциуса молодшого, Антоніса ван Дейка. Перлиною збірки були оригінали німецького майстра Альбрехта Дюрера, котрі вдалося зберегти до початку XXI століття попри всі негаразди і біди, які зазнав музей.
Офіційно за часів СРСР Харківський художній музей створений 1920 року, існував під різними назвами: спочатку Церковно-Історичний Музей, основою якого були колекції Харківського і Волинського єпархіальних сховищ старожитностей та Харківського університету.
Музей поповнено церковними експонатами, зібраними по церквах і монастирях Харкова й околиць під час реєстрації історичних пам'яток (більша частина котрих продана на закордонних аукціонах).
З 1922 року музей діяв під назвою Музей Українського Мистецтва. Тоді мав 3 відділи: малярський, (стінопис княжої доби, збірка ікон XVI—XIX століть, портрети, нар. картини, малярство з XIX століття до сучасности); відділ скульптури; архітектурний. 1931 року з музею вилучено твори образотворчого мистецтва й створено Національну українську картинну галерею; у 1930-х роках музей не був відкритий для публіки. 1944 року почав діяти як Музей Українського Мистецтва, 1949—1965 під назвою Державний Музей Образотворчого Мистецтва, згодом Харківський художній музей з 1965 року .
З 1986 року Харківський художній музей отримав виставкове приміщення.
Будівля музею постраждала в ході російського вторгнення 2022 року. Внаслідок обстрілів було пошкоджено фасад, вікна та вітражі.

## Експозиція і фонди
На початок XXI століття експозиція Харківського художнього музею займає 25 залів, складається з відділів дореволюційного українського, російського, радянського, закордонного мистецтва і декоративно-ужиткового мистецтва.
Твори визначних українських майстрів: В. Боровиковського, Д. Левицького, А. Лосенка, І. Айвазовського, М. Ярошенка та інші експонуються у відділі мистецтва Російської імперії.
У відділі українського мистецтва значне місце займає збірка творів С. Васильківського (перейшли до музею за заповітом художника), картини П. Мартиновича, П. Левченка, М. Беркоса, Д. Безперчого, М. Ткаченка, Т. Шевченка (автопортрет).
Окрему кімнату приділено І. Рєпіну (варіант картини «Запорожці пишуть листа …»). Загалом музей утримує одинадцять (11) картин Іллі Юхимовича та вісім (8) його малюнків.
У відділі радянського мистецтва експонуються українські та російські мистці; серед найпомітніших творів українських мистців та мисткинь: М. Самокиша, М. Бурачека, О. Сластіона, Ф. Кричевського, О. Мурашка, М. Дерегуса, І. Їжакевича, Г. Нарбута, М. Пимоненка, Т. Яблонської, М. Федорова та інших.
1933 року – ГПУ сфабриковано справу про контрреволюційний блок музейників художнього музею, а його провідних співробітників було репресовано. Серед репресованих — музейники та музейниці Ф. Шміт, П. Жолтовський, С. Таранушенко, О. Нікольська, О. Берладіна, В. Зуммер, Д. Гордєєв та інші.
Репресії торкнулись не тільки людей — були вилучені та репресовані і колекції живопису авангардних художників. 
Під час війни музей був значно пошкоджений, а кількість його експонатів зменшилась катастрофічно.
У 1980-х у фондах було близько 20 000 творів мистецтва.
Сьогодні Харківський художній музей влаштовує індивідуальні, тематичні та пересувні виставки.

## Український, російський та радянський живопис

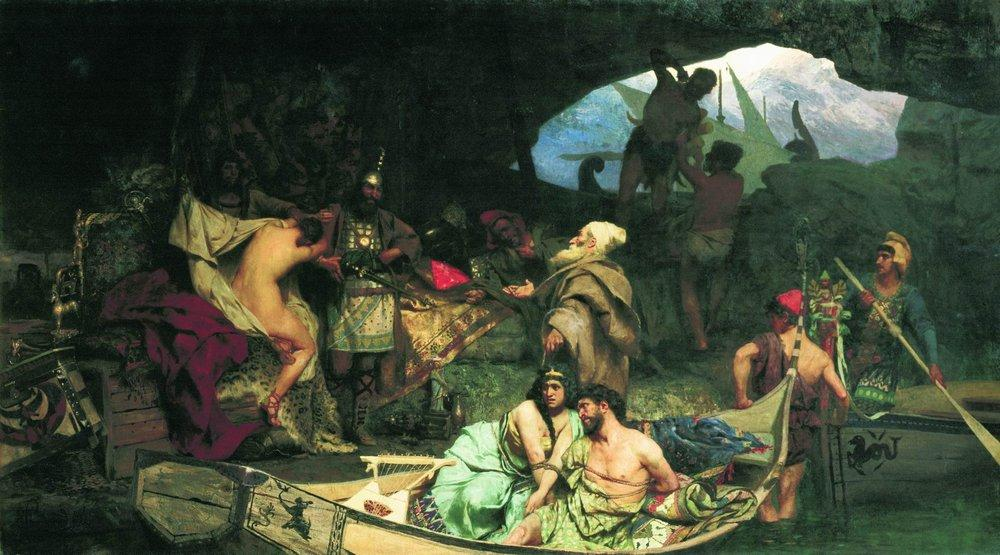
Генріх Семирадський, «Схованка піратів у печері, розподіл здобичі», 1880, Харківський художній музей
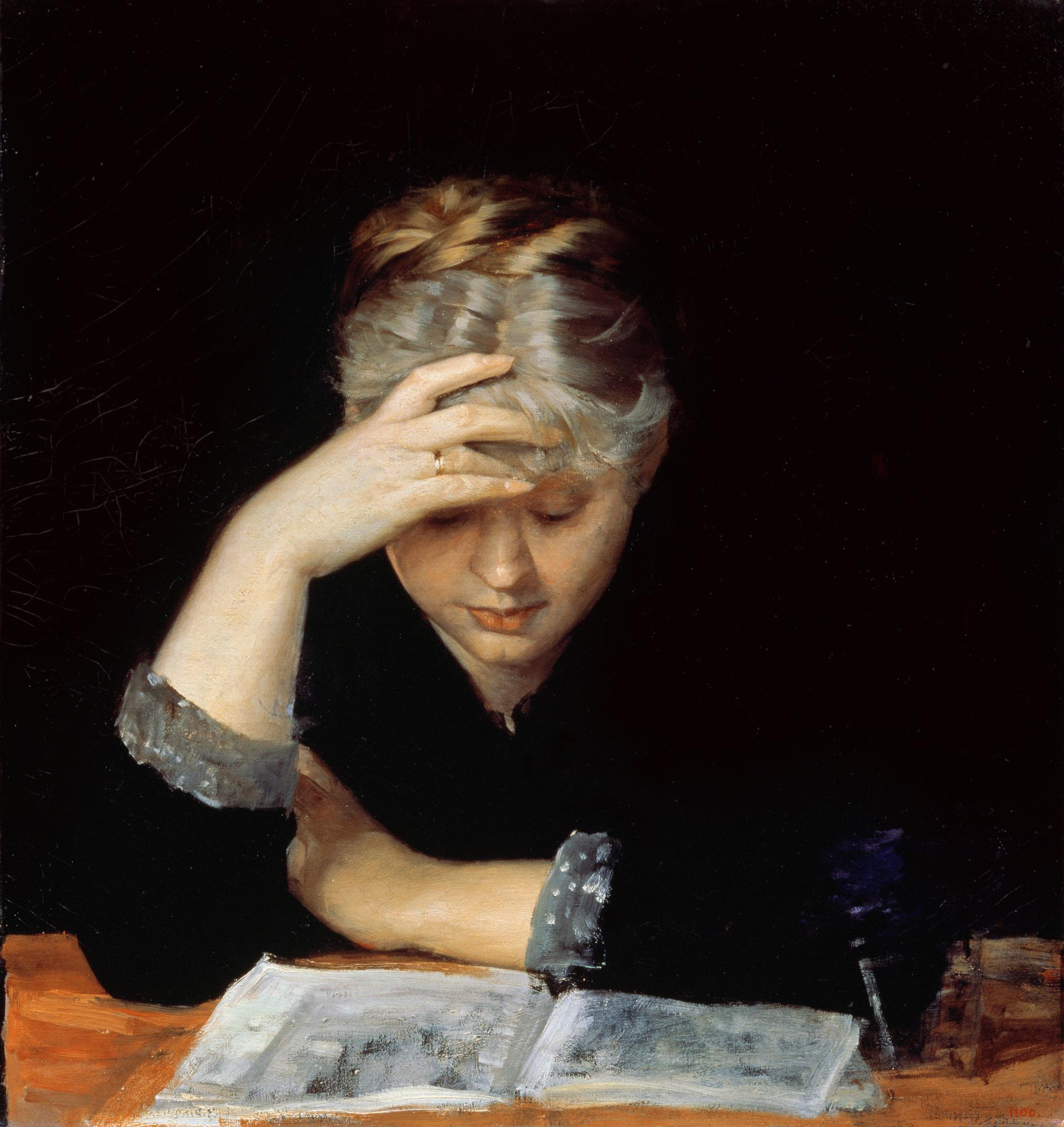
Марія Башкирцева. «За книгою», бл. 1882
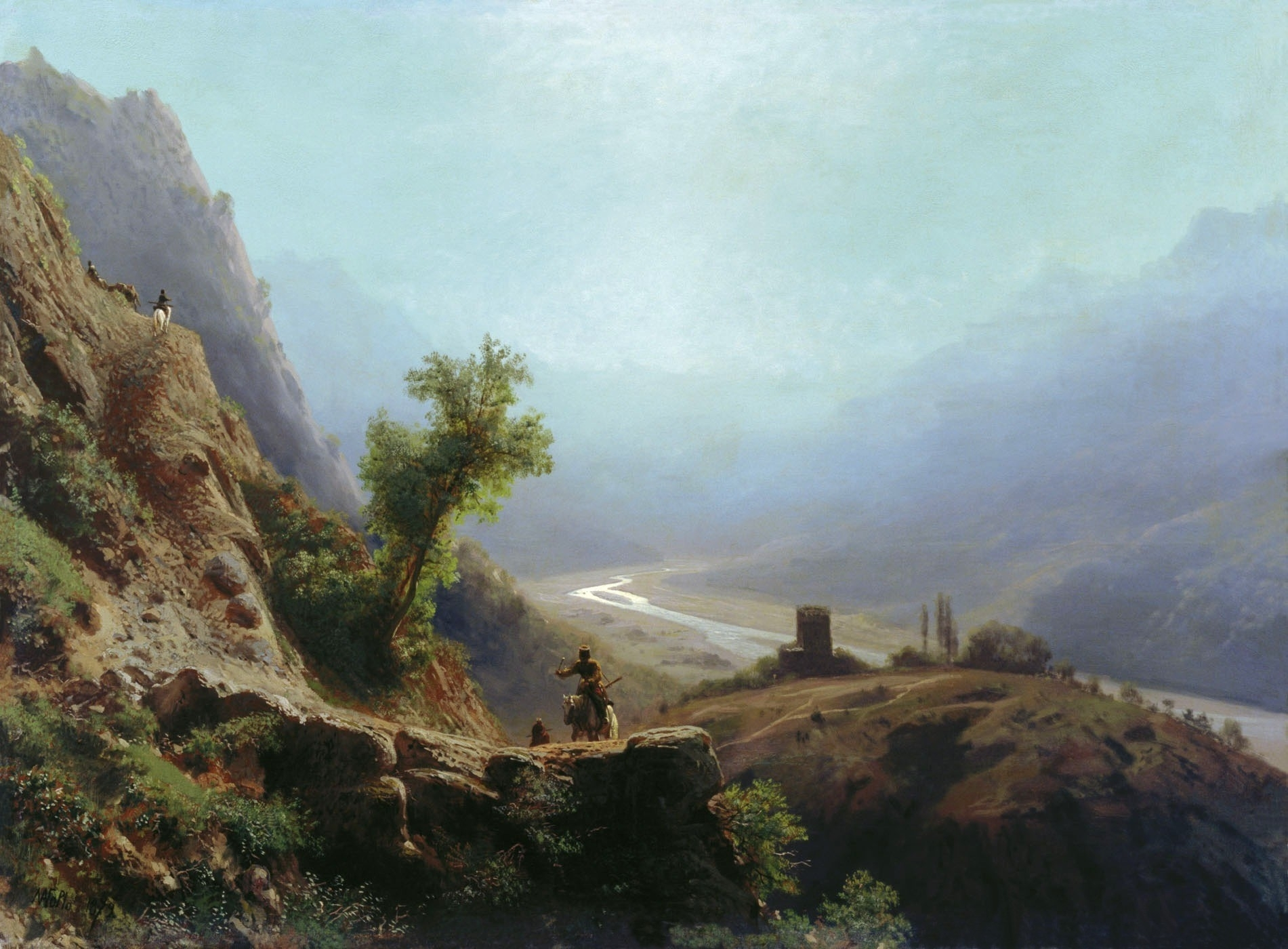
Лагоріо Лев Феліксович. «Кавказькі гори», 1879
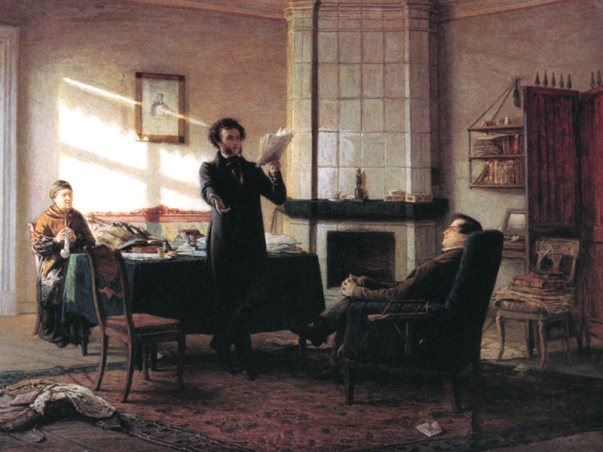
Ґе Микола Миколайович. «Олександр Пушкін на засланні у селі Михайлівському», 1875
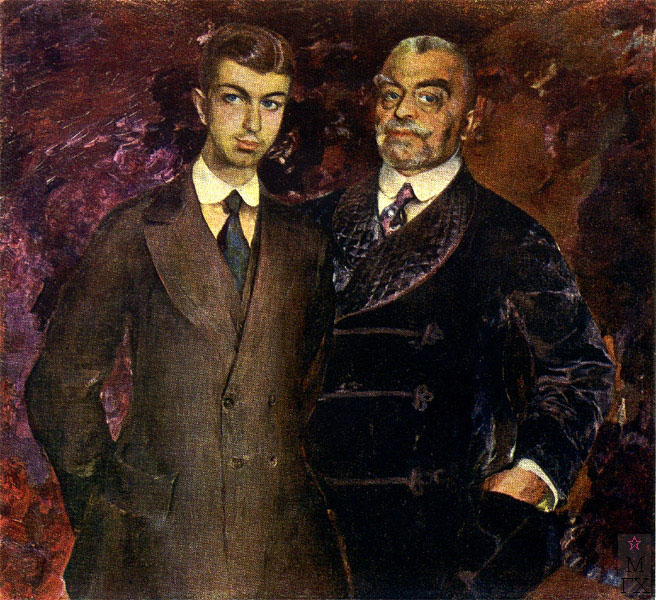
Філіп Малявін. Павло Харитоненко з сином, 1911
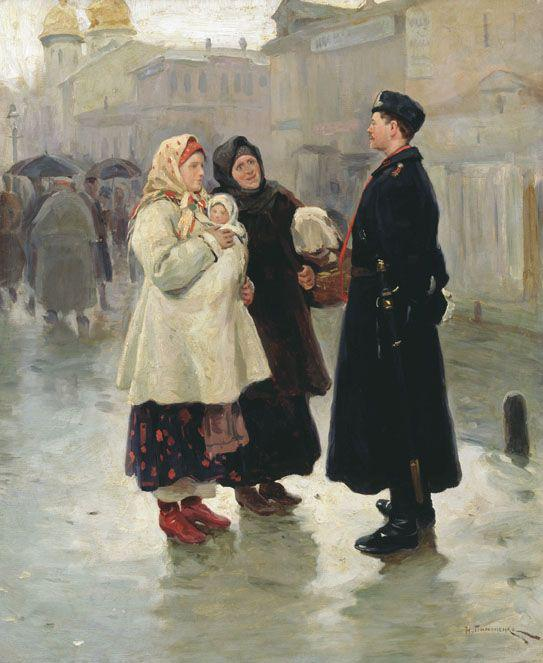
Микола Пимоненко. «Зустріч», 1908
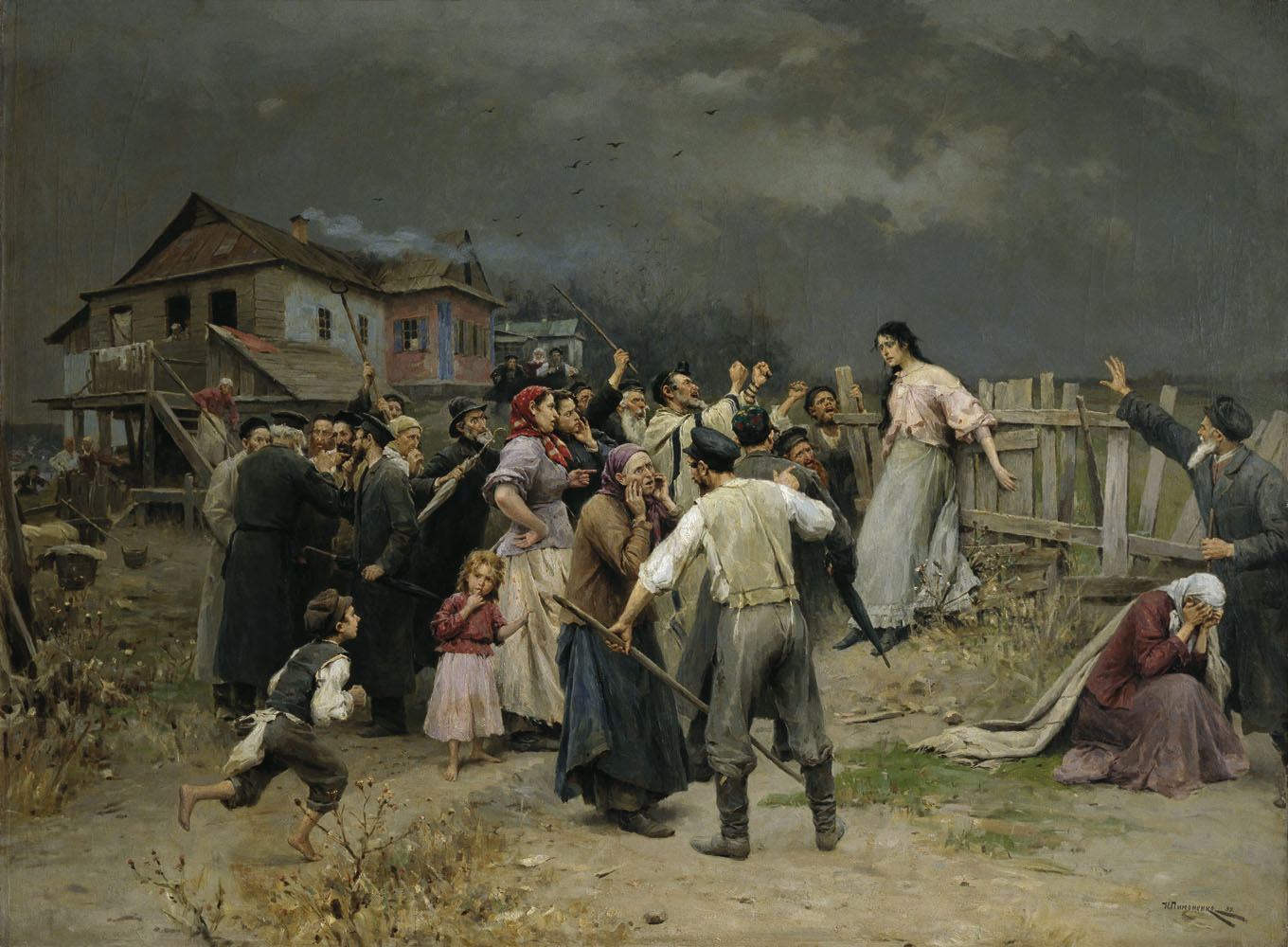
Микола Пимоненко. «Жертва фанатизму». 1898
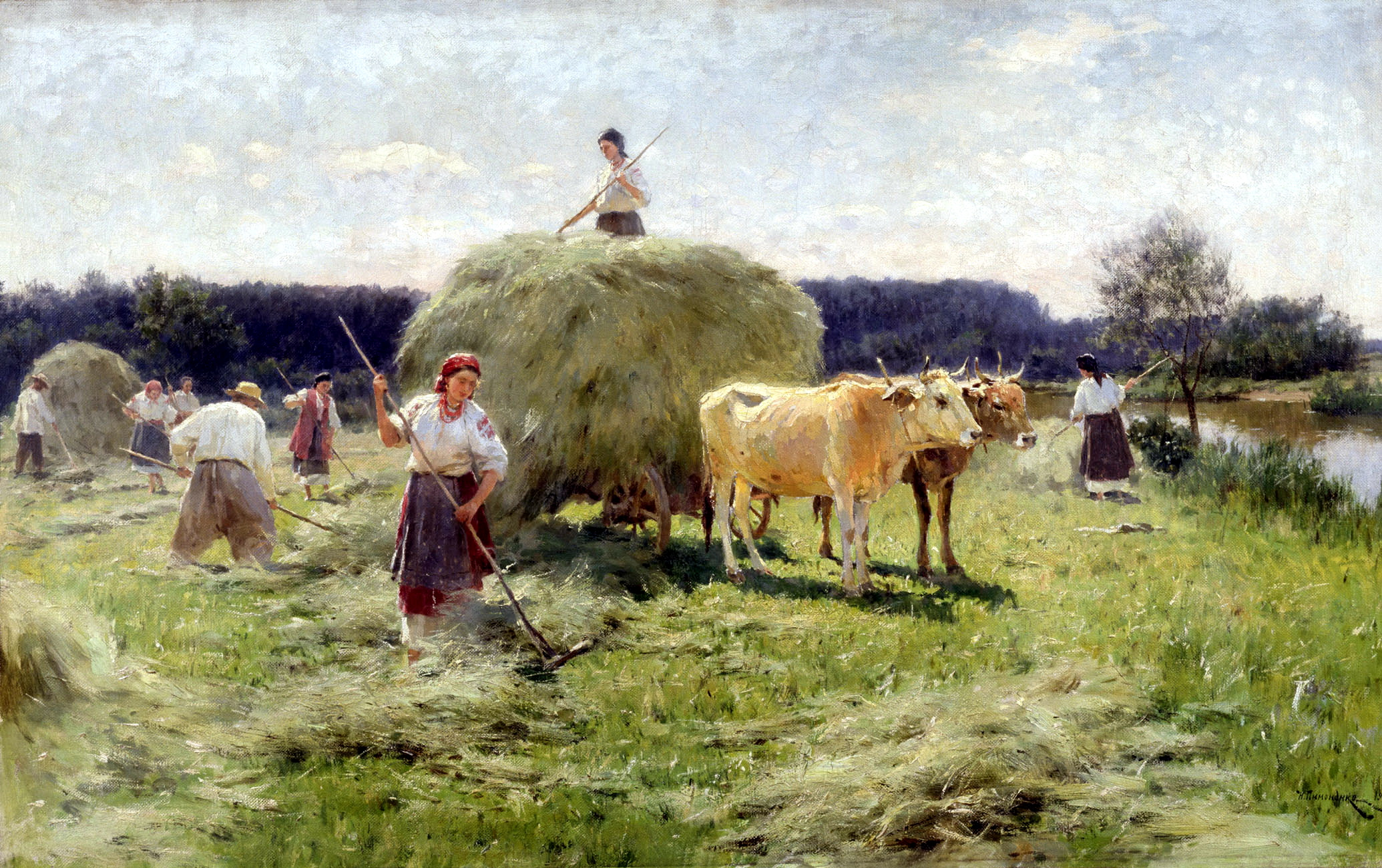
Микола Пимоненко. «Сінокіс», 1907
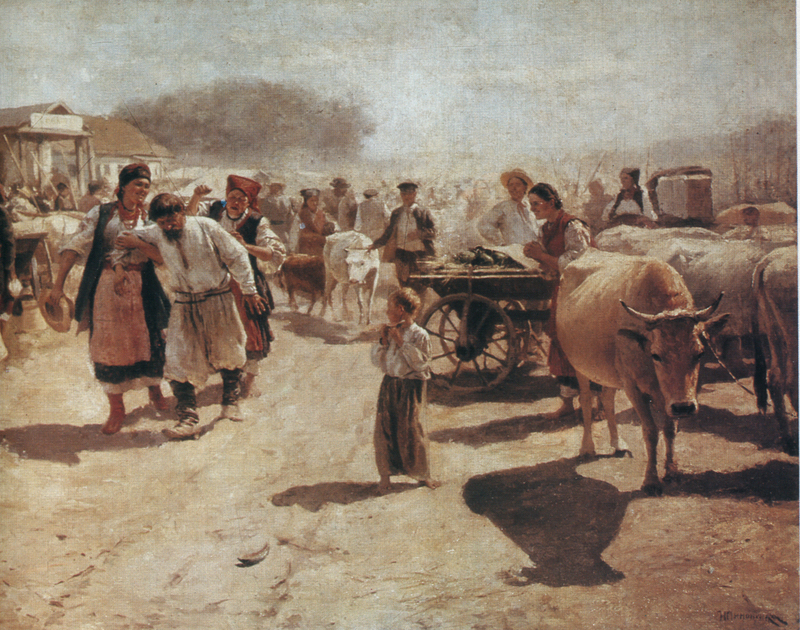
Микола Пимоненко. «З базару», 1898
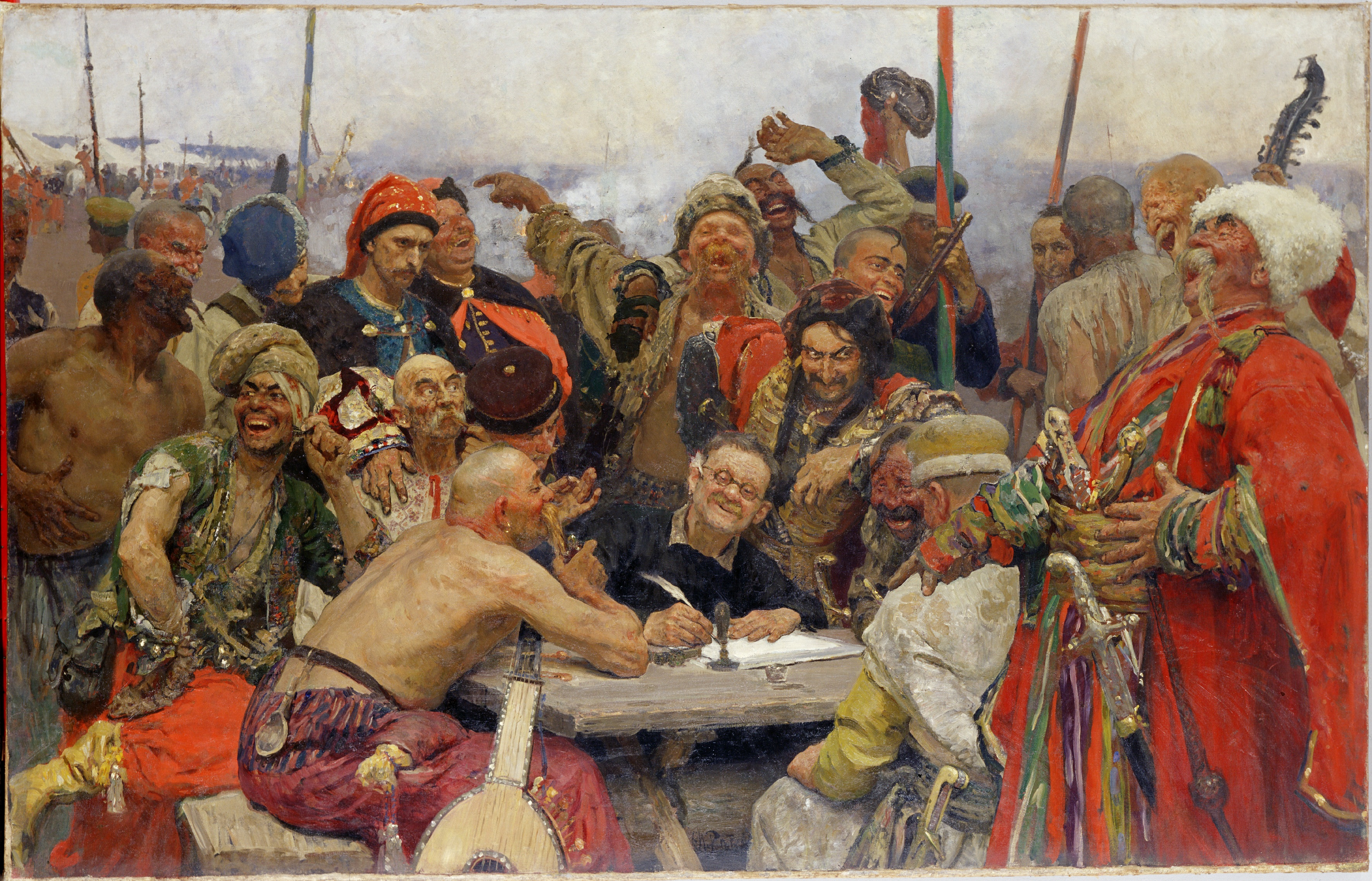
Ілля Рєпін. «Запорожці пишуть листа турецькому султану», 1893. Друга версія картини.
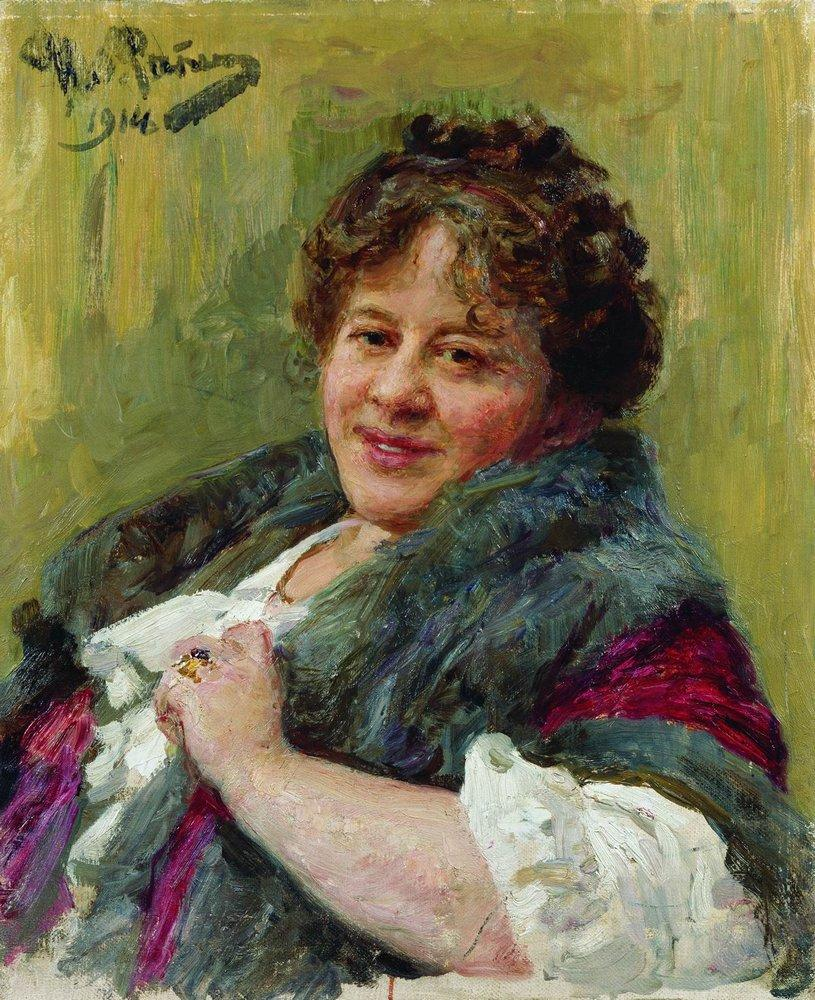
Ілля Рєпін. «Актриса і перекладач Тетяна Щепкіна-Куперник», 1914
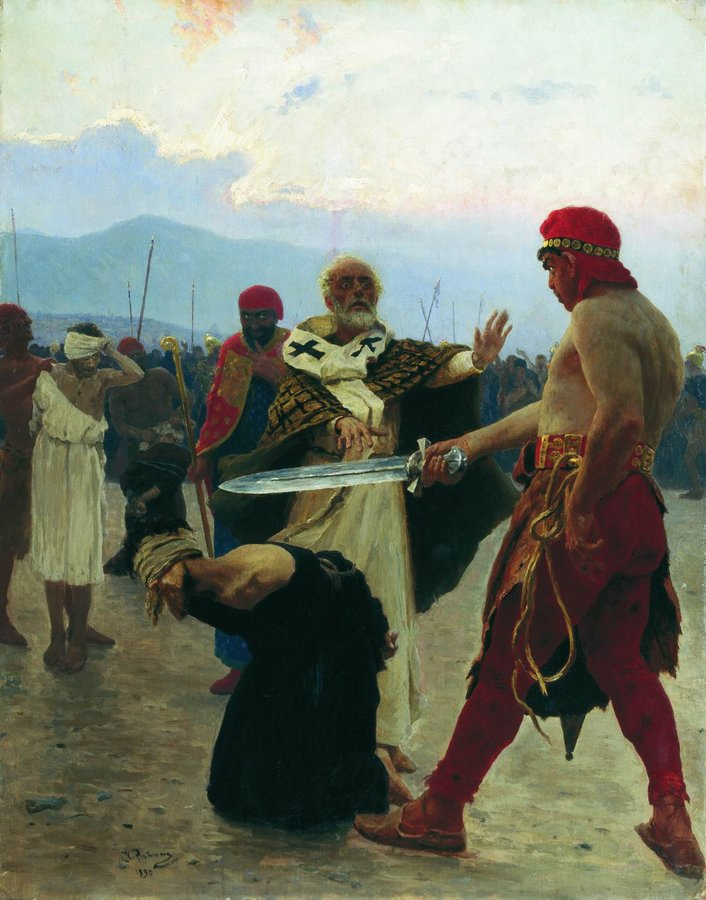
Ілля Рєпін. «Микола Мирлікійський звільняє від смертної кари трьох невинно засуджених». Варіант картини, 1890
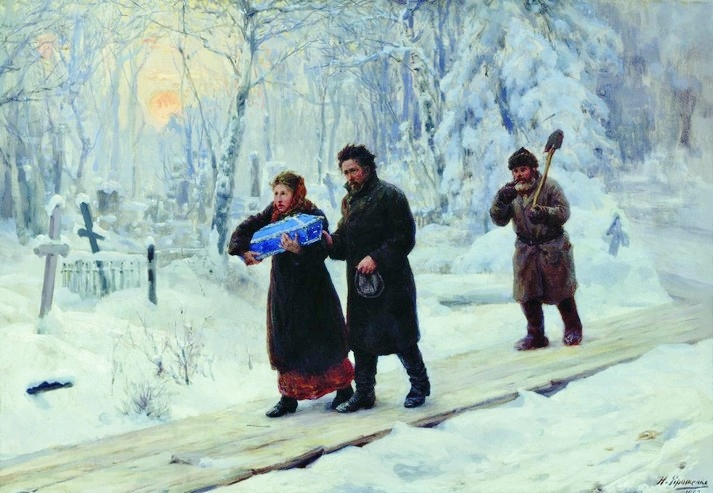
Ярошенко Микола Олександрович. «Похорон первістка», 1893
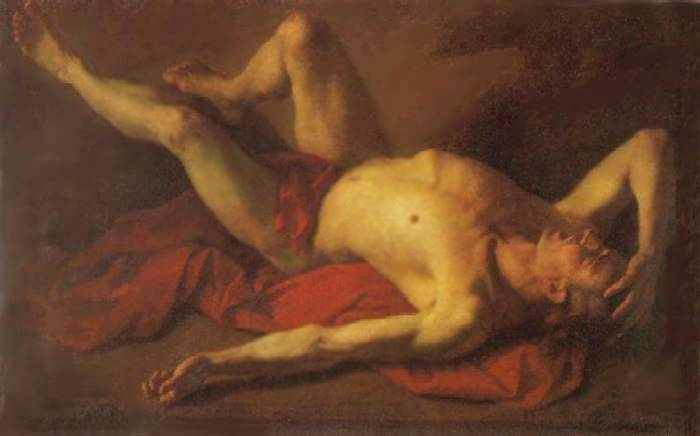
Лосенко Антон Павлович. «Авель», 1768
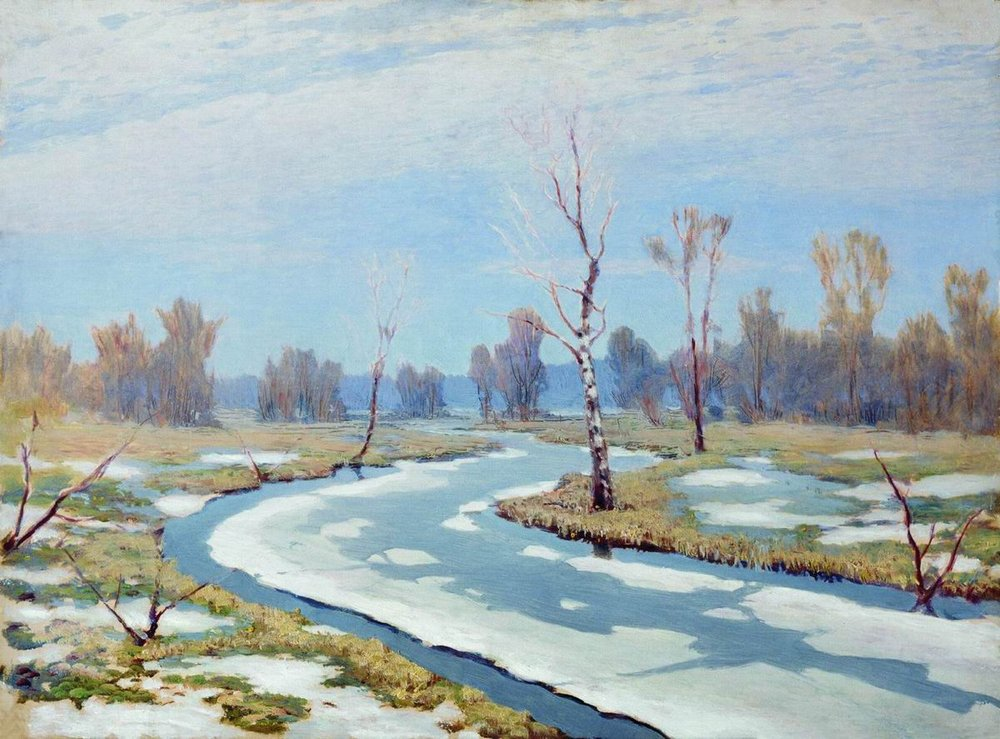
Архіп Куїнджі, «Рання весна», 40,5 × 54 см, 1890-1895
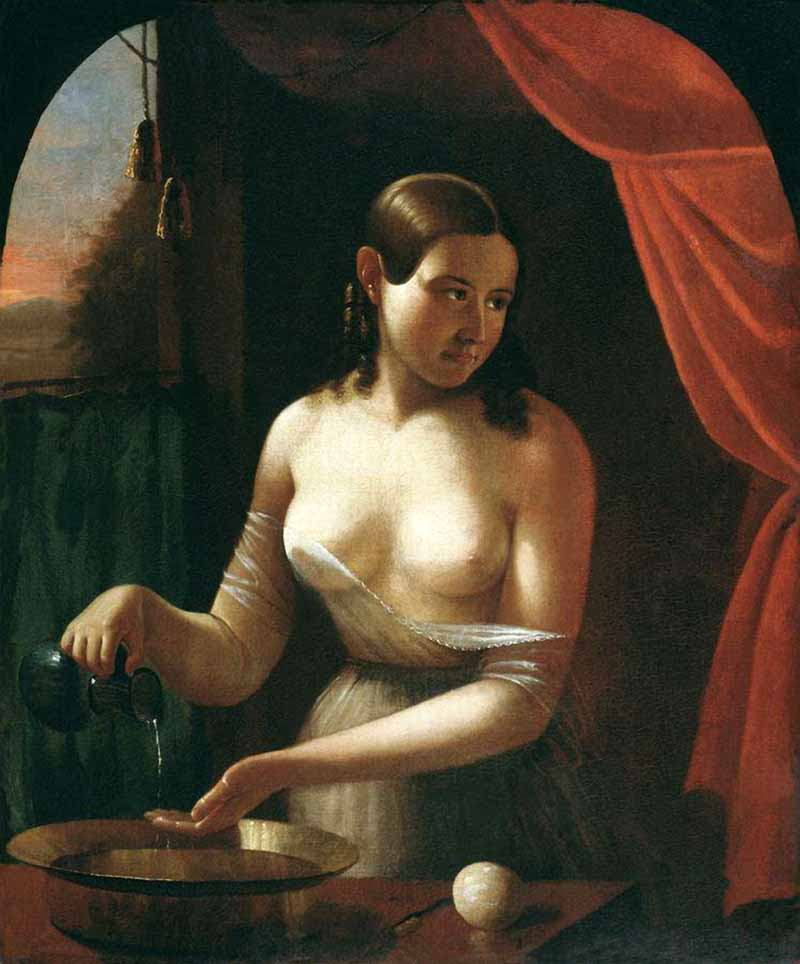
Григорій Лапченко. «Ранок», 1830
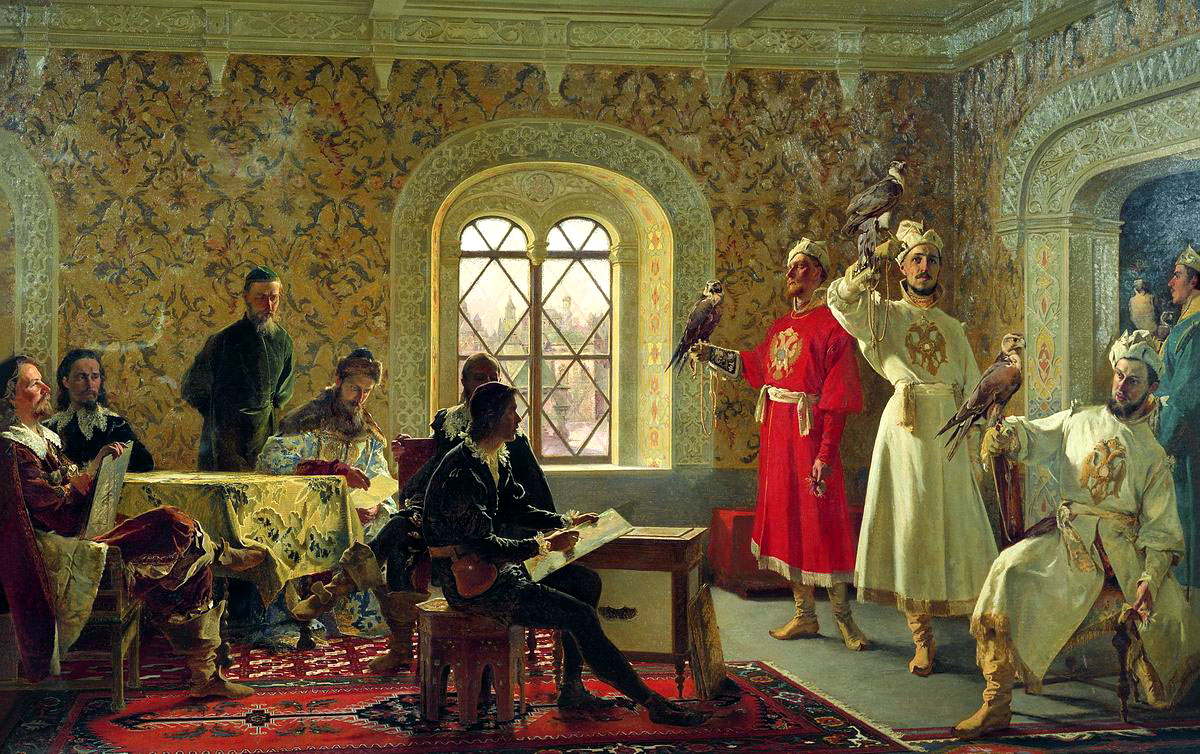
Олександр Литовченко. Італійський посланець Кальвуччі змальовує улюблених соколів царя Олексія Михайловича, 1889

## Збірка скульптур харківського музея

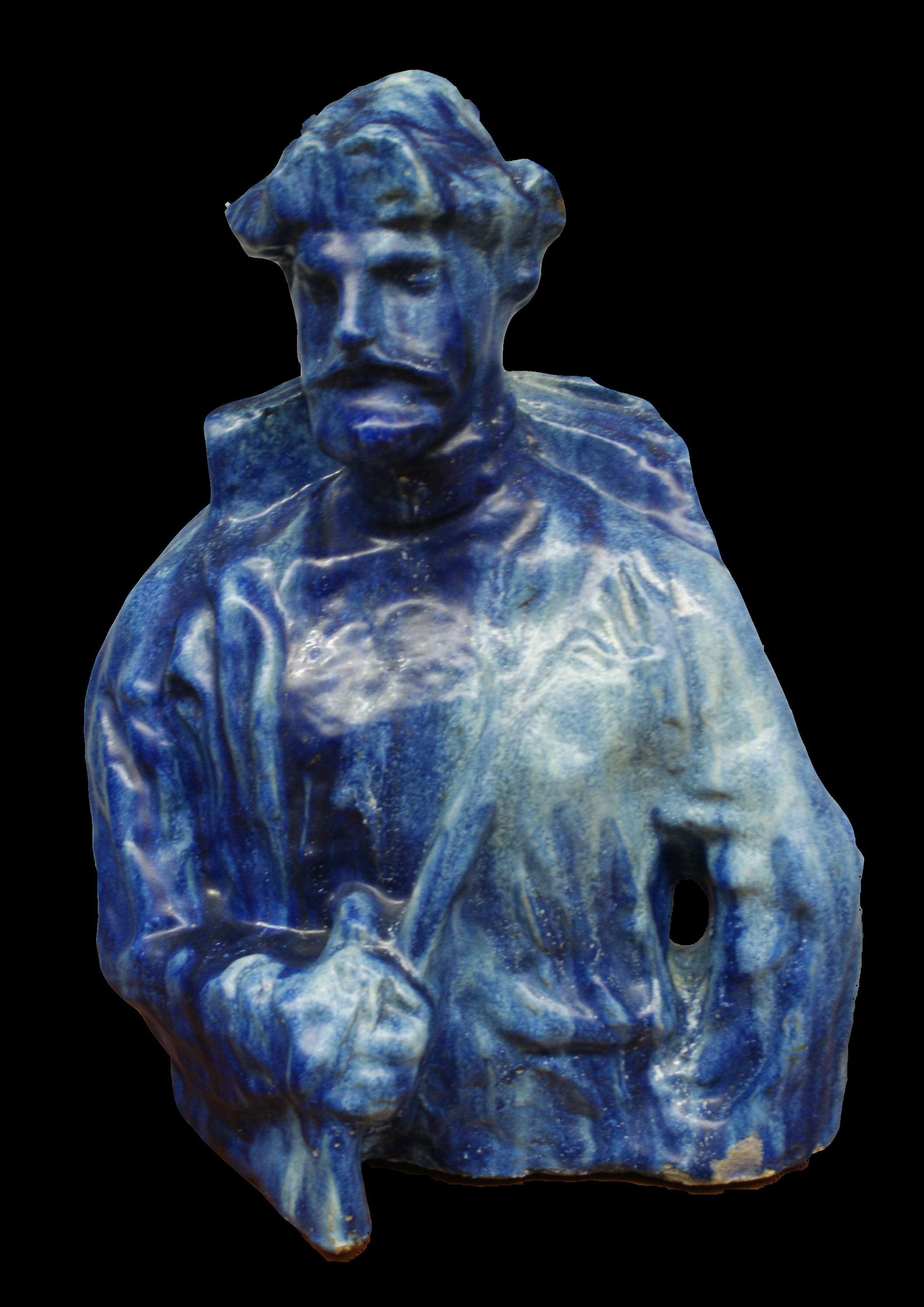
Врубель. Майоліка-погруддя «Садко»

Збирати скульптуру завжди було важко, позаяк її створення надто капіталоємне. Так, ще у XIX столітті при створенні у місті Харківського міського художнього музею Петербурзька імператорська академія мистецтв передала перші зразки скульптур власних випускників (двадцять два зразки) та тридцять шість картин з власних запасників. Поповнення скульптурних збірок йшло повільно, в повоєнний (після 1946 року ) період збільшено за рахунок радянських пропагандистських робіт типу бюстів Леніна чи типових «партизан». Серед невеликої кількості скульптур музею перлиною є погруддя «Садко», майоліка, котру створив Врубель Михайло Олександрович.

## Західноєвропейський живопис і графіка в Харківському художньому музеї

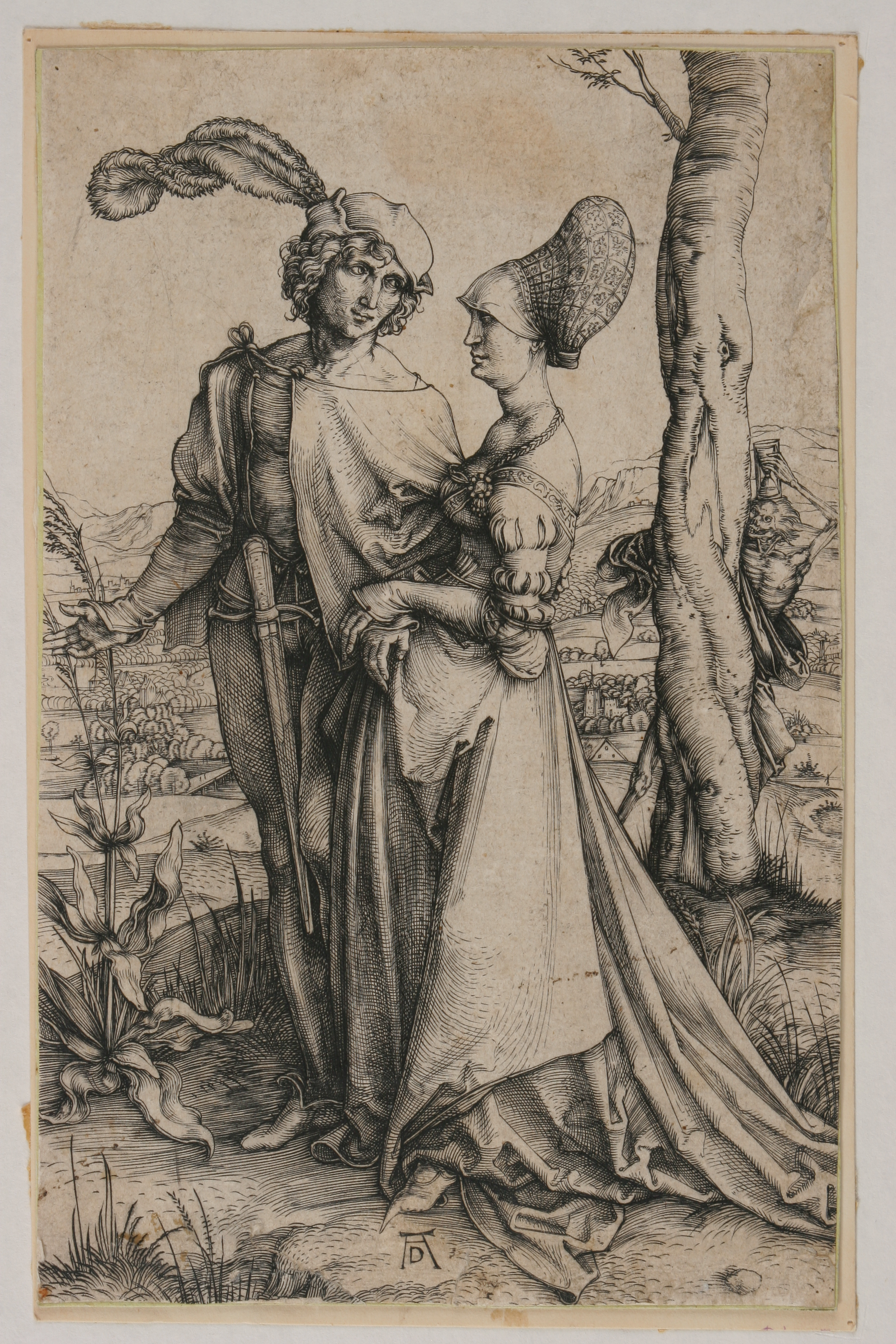
Альбрехт Дюрер. Прогулянка (Він, вона та смерть з пісочним годинником), до 1498 року. Харківський художній музей

Західноєвропейський живопис прийшов у збірки тоді ще університетського музею ще у XIX столітті. Іван Єгорович Бецький (1818—1890), сам випускник Імператорського харківського університету, видавець місцевого часопису «Молодик», досяг певного матеріального рівня, котрий дозволив купувати картини. 1835 року університетський статут офіційно зафіксував дарунок від Івана Бецького: п'ятсот сорок три (543) картини. Серед подарованого були також гравюри, видання з художніх технологій та монографії. Серед подарованих творів:
- П'єтро да Кортона, кращий представник римського бароко «Мучеництво св. Лаврентія»
- Андреа Саккі, бароковий майстер релігійних образів і парадних портретів «Уславлення Христа-вседержителя»
- Франческо Фуріні, майстер жіночих та релігійних образів «Святий Себастьян»
- Джузеппе Марія Креспі  (1665-1747) — «Голова старого», Болонська школа
- Джованні Бенедетто Кастільоне, генуезька школа XVII століття, автор незвичних монотипій
- Лівіо Мехус, фламандець-художник, що натуралізувався у Флоренції «Розп'яття»
- Йоос ван Клеве («Мадонна з немовлям») та інші.

Первісно живопис використовували як навчальні посібники та свідоцтва розквіту культури країн, що пройшли епохи розвитку відродження, маньєризму, бароко. З 1861 року університет зробив збірки живопису доступними не тільки для студентства, а й для широкого загалу, що сповістило про появу загально доступного музею на землях України.
1873 року пан Аркадій Алфьоров (1818-1890), ще один випускник університету, гравер, дослідник і колекціонер, передав за заповітом університету п'ятдесят (50) картин та понад три тисячі п'ятсот (3500) творів графіки. Перші дарунки від Івана Бецького надійшли ще 1855 року. Вони призначалися для малювального класу університету . В університетську збірку додано наступні твори:
- Ян ван Скорель «Апостол Філіп хрестить ефіопського вельможу»
- Симон де Влігер «Морський краєвид»
- Франс Флорис «Сусанна і старці»
- Ханс ван Санта (натюрморт «Сніданок») та ін.

Графічна збірка Аркадія Алфьорова принесла безліч оригінальних аркушів західноєвропейських майстрів, серед котрих і графічні шедеври Луки Лейденського, Альбрехта Дюрера, Франческо Парміджаніно, Пітера Молейна, Яна ван Гойєна, Бертеля Торвальдсена. Голландський відділок колекції А. Алфьорова став найвизначнішим на землях України.
Західноєвропейську невелику частину збережених картин нині репрезентують:
- Тімотео делла Вітті[7]
- Доменіко Пуліго
- П'єтро да Кортона
- Йоос ван Клеве
- Сальватор Роза або його послідовник
- Йоахим Патінір або його послідовник
- Андреа Саккі
- Гвідо Рені
- Лодовіко Маццоліно
- Франческо Фуріні
- Бартоломео Манфреді
- Лівіо Мехус
- Джованні Франческо Каротто
- Ян ван Скорель
- Фердинанд Боль
- Отто Марсеус ван Скрик Метелики та ящірка
- Віллем Дейстер
- Симон де Влігер
- Александр Адріансен
- Альберт Кейп
- Ян ван Гойєн
- Ханс ван Санта
- Монограміст NHS, натюрморт Сніданок
- Анонім XVII століття, натюрморт жанру Ванітас
- Есайяс ван де Велде
- Гіллс ван Тільборх
- Ніколя де Ларжильєр
- Клаас Моленар

Вже 1858 року був оприлюднений перший каталог художніх колекцій.

## Твори мистецтва Країн Далекого Сходу
Доля і шанувальники художнього музею подбали про універсальність колекцій. Так, професор харківського університету А.Краснов створив подорож до низки країн Азії та придбав твори мистецтва Індії, Китаю, Тибету ще на зламі XIX—XX століть. Вагомим додатком до цих колекцій стала збірка М. Пассека, генерального консула в Ірані.
Приємною подією стало ще одна звістка до 200-річчя колекції народний депутат України О.Фельдман подарував зібрання японських нецке і оригамі (мініатюрних скульптур Японії трохи більших за розміри нецке . 
Кількісно колекція на початок XXI століття не досягає і половини тих збірок, що мав музей до років другої світової війни.

## Нові атрибуції
- Дослідження останнього періоду принесли і нові артибуції. Перегляд і вивчення графічної колекції Альбрехта Дюрера принесло звістку, що там опинились і копії, створені італійським гравером Маркантоніо Раймонді. Так кількість гравюр Альбрехта Дюрера в музеї трохи зменшилася, але додалося ім'я ще одного італійського майстра.
- Реставрація «Пейзажа» з підписом Пітера Брейгеля молодшого, принесла сюрприз, підпис виявився фальшивим, аби продати картину якамога дорожче. Нове дослідження дозволило віднести картину до творів Есайяса ван де Вельде (1590-1630).
- Серед нових за часом надходжень — подарована картина, корту віднесли до творів фламандського майстра Гілліса ван Тильборха (бл. 1625-бл. 1678).

## Незворотні втрати музею під час другої світової війни
- Вся колекція творів мистецтва Стародавнього Єгипту.
- Майже вся колекція живопису Івана Бецького, з п'ятсот сорока трьох (543) картин на початок XXI століття залишилося лише десять (10) картин.
- Колекція творів країн Далекого Сходу (що не вивезли у евакуацію), позаяк колекції Харківського музею не були внесені до евакуйованих речей, тому не підлягали евакуації до Сибіру за планом У СРСР.
- За припущеннями художником С. І. Васильківським було виконано живописний повтор розписів будинку Полтавського земства в палаці Ігнатищева: «Чумацький Ромоданівський шлях», «Козак Голота», «Обрання полковником Мартина Пушкаря», але всі стінописи з часом було втрачено.
- В залі західноєвропейського живопису повністю втрачено колишній живописний плафон на стелі.
- В теперішньому фондосховищі (колишня їдальня Ігнатищевих) повністю втрачені дерев'яні панелі, шовк над ними, металевий фриз, на стелі був ліплений декор.

## Філії Харківського художнього музею
Кожний художній музей України стикається з проблемою збільшення власних запасних та виставкових площ. Прибудови до основного приміщення музею часто абсолютно неможливі, особливо коли споруда музею розташована в історичній частині міста. Виходом зі скрутного становища стає створення філій. Має власні філії і Харківський художній музей:
- Пархомівський історико-художній музей імені П. Ф. Луньова;
- Музей народного мистецтва Слобожанщини, заснований  1991 року.